# Challenger Concepción 2025
Il Challenger Concepción 2025 è stato un torneo maschile di tennis professionistico. È stata la 5ª edizione del torneo, facente parte della categoria Challenger 75 nell'ambito dell'ATP Challenger Tour 2025, con un montepremi di 100 000 $. Si è giocato dal 24 al 30 marzo 2025 sui campi in terra rossa dello Stadio spagnolo di Chiguayante di Concepción, in Cile.

## Partecipanti

### Teste di serie
| Nazionalità | Giocatore               | Ranking* | Testa di serie |
| ----------- | ----------------------- | -------- | -------------- |
| Brasile     | Thiago Monteiro         | 99       | 1              |
| Colombia    | Daniel Elahi Galán      | 110      | 2              |
| Argentina   | Román Andrés Burruchaga | 137      | 3              |
| Cile        | Tomás Barrios Vera      | 149      | 4              |
| Argentina   | Facundo Mena            | 186      | 5              |
| Paraguay    | Daniel Vallejo          | 187      | 6              |
| Argentina   | Andrea Collarini        | 198      | 7              |
| Stati Uniti | Emilio Nava             | 235      | 8              |

* Ranking al 17 marzo 2025.

### Altri partecipanti
I seguenti giocatori hanno ricevuto una wild card per il tabellone principale:
- Diego Dedura-Palomero
- Thiago Monteiro
- Nicolás Villalón

Il seguente giocatore è entrato in tabellone come lucky loser:
- Gonzalo Villanueva

I seguenti giocatori sono passati dalle qualificazioni:
- Pedro Boscardin Dias
- Valerio Aboian
- José Pereira
- Nicolás Kicker
- Conner Huertas del Pino
- Vladyslav Orlov

Il seguente giocatore è entrato in tabellone lucky loser:
- Yuki Mochizuki

## Punti e montepremi
| Torneo    | Torneo              | V     | F     | SF    | QF    | 2T    | 1T  | Q | Q2  | Q1  |
| Singolare | Punti               | 75    | 44    | 22    | 12    | 6     | 0   | 4 | 2   | 0   |
| Singolare | Premi in denaro ($) | 9 880 | 5 820 | 3 450 | 2 000 | 1 165 | 720 | – | 360 | 185 |
| Doppio    | Punti               | 75    | 44    | 22    | 12    | –     | 0   | – | –   | –   |
| Doppio    | Premi in denaro ($) | 4 250 | 2 450 | 1 480 | 880   | –     | 500 | – | –   | –   |

## Campioni

### Singolare
Emilio Nava ha sconfitto in finale  Nicolás Kicker con il punteggio di 6–1, 7–6(3).

### Doppio
Vasil Kirkov /  Matías Soto hanno sconfitto in finale  Seita Watanabe /  Takeru Yuzuki con il punteggio di 6–2, 6–4.